# Bugeac (Gagaúzia)
Bugeac (en rumano: Bugeac; en gagauzo: Bucak) es una comuna y pueblo de la unidad territorial autónoma de Gagaúzia, al sur de Moldavia.

## Toponimia
El nombre del asentamiento en otros idiomas de importancia en el asentamiento es Budzhak (en ruso: Буджак; en ucraniano: Буджак).

## Geografía
Bugeac se encuentra 5,5 km al norte de Comrat. Entre ellos se encuentra una zona industrial con el lago Komrat en el medio. 

## Historia
El 31 de mayo de 1978 se formó el asentamiento de tipo urbano de Bugeac a partir del asentamiento en la planta agrícola estatal de Buzhak. Después de la abolición del término asentamiento de tipo urbano en la Moldavia independiente, y como resultado de una disminución de la población, Bugeac fue recategorizada como aldea en 1994.
Durante el período de quimización de la agricultura anunciads por Jrushchov en la década de 1970, se importaron una gran cantidad de abonos altamente tóxicos a las empresas agrícolas de la región. Después de una prohibición generalizada de su uso, hasta 1987, 140 toneladas de pesticidas vencidos fueron colocadas en un almacén no equipado a 50 metros de las afueras del pueblo, lo que provocó su erosión incontrolada y su penetración en el suelo y las aguas subterráneas. En 2016 se eliminaron productos químicos tóxicos.

## Demografía
La evolución de la población de Bugeac entre 2004 y 2014 fue la siguiente:
| 1525                         | 1352 |
| (Fuente: Localitati Moldova) |      |

Según el censo de 2004, los gagaúzos representaban el 61,77% de la población; los rumanos, el 20,26%; los rusos, el 7,54%; los ucranianos, el 5,57%; y los búlgaros de Besarabia, el  3,67%.

## Economía
Las empresas industriales son una planta de productos de hormigón armado, una planta de mezclas alimentarias, una planta de refinación de petróleo y una planta de hormigón asfáltico. Tiene una base de carbón. 

## Infraestructura

### Transporte
La estación de tren de Comrat se encuentra en el pueblo, que también sirve a la capital de Gagaúzia.